# Gmina Ängelholm
Gmina Ängelholm (szw. Ängelholms kommun) – gmina w Szwecji, w regionie Skania, z siedzibą w Ängelholmie.
Pod względem zaludnienia Ängelholm jest 57. gminą w Szwecji. Zamieszkuje ją 38 682 osób, z czego 51,42% to kobiety (19 610) i 48,58% to mężczyźni (18 530). W gminie zameldowanych jest 1019 cudzoziemców. Na każdy kilometr kwadratowy przypada 90,38 mieszkańca. Pod względem wielkości gmina zajmuje 192. miejsce.